# Sidonie Verschueren
Sidonie Verschueren, född 30 juli 1906, var en friidrottare från Belgien. Hon deltog vid olympiska sommarspelen 1928.